# Weltkorporationstag
Der Erste Weltkorporationstag (WKT) war ein Treffen von Studentenverbindungen aus aller Welt, das vom 14.–17. November 2002 im Würzburger Congreß-Centrum stattfand.
Veranstalter waren die Altherrenvereinigungen des Kösener Senioren-Convents-Verband und des Coburger Convents: der Verband Alter Corpsstudenten (VAC) sowie die Alten Herren des Coburger Convents (AHCC).
Zum sechshundertjährigen Jubiläum der Bayerischen Julius-Maximilians-Universität versammelten sich Vertreter von rund siebzig Korporationsverbänden oder Einzelkorporationen aus aller Welt und repräsentierten mehrere hunderttausend Korporationsstudenten.
Der WKT endete mit einer gemeinsamen Entschließung. Das Anliegen des WKT soll mit an den einzelnen Hochschulorten zu gründenden Ortsverbänden, die internationale Kontakte knüpfen sollen, befördert werden.
Die auf dem WKT gehaltenen Vorträge sind in dem Buch Begegnungen verbinden abgedruckt.